# لوكا ريتشي
لوكا ريتشي (بالإيطالية: Luca Ricci)‏ (13 مارس 1989 إيطاليا - ) هو لاعب كرة قدم إيطالي، يلعب كمدافع.

## مسيرته

### مسيرته مع المنتخبات الوطنية
- 2009 - 2010 لعب مع منتخب إيطاليا تحت 20 سنة لكرة القدم 4 مباريات.

### مسيرته مع الأندية
- 2007 - 2009 لعب مع نادي تشيزينا 9 مباريات.
- 2009 - 2010 لعب مع اتحاد بافيا لكرة القدم 29 مباراة.
- 2010 - 2011 لعب مع يو أس بركوليتزه 1932 33 مباراة سجل خلالها هدفين.
- 2011 - 2012 لعب مع نادي تشيزينا مباراتين.
- 2012 - 2012 لعب مع نادي سبيزيا 5 مباريات.
- 2012 - 2013 لعب مع نادي أسكولي 36 مباراة سجل خلالها هدف.
- 2013 - 2013 لعب مع نادي تشيزينا مباراة.
- 2013 - 2014 لعب مع نادي فاريسي 15 مباراة.
- 2014 - 2015 لعب مع نادي كاتانزارو 10 مباريات.
- 2015 - 2015 لعب مع نادي بيستويسي 12 مباراة.

## روابط خارجية
- لوكا ريتشي على موقع قاعدة بيانات كرة القدم.إي يو (الإنجليزية)
- لوكا ريتشي على موقع Soccerway.com (الإنجليزية)
- لوكا ريتشي على موقع AS.com (الإسبانية)